# Danax
Svatý Danax také známý jako Dana, Danacte, Danatte, Donato, Donatus byl žalmista či jáhen a mučedník žijící v 9. století.
Byl rodákem a žalmistou ve městě Aulona. Během pohanského pronásledování křesťanů se pokusil zachránit vybavení kostela a uchýlil se několik km od města. Byl zajat a pohané ho nutily aby obětoval víno bohu Dionýsovi, což odmítl a vyznával víru v Krista. Za tak byl pohany rozsekán a ostatky byly vhozeny do moře.
Podle jiných zdrojů odešel z Aulony se některými krajany do Capo di Leuca a stal se jáhnem ve městě Santa Maria di Leuca. Po vpádu Maurů odnesl z chrámu eucharistii a uprchl se k Montesardu. Poté byl v lokalitě „La Mora“ zavražděn za svou křesťanskou víru. Asi 200 metrů od popraviště stojí město, které převzalo jeho jméno; San Dana.
Jeho svátek se slaví 16. ledna.